# スタジアム駅 (シンガポール)
スタジアム駅は、シンガポール中央部カランにある、MRT環状線の駅。シンガポール・スポーツハブの最寄り駅である。